# Edwin Salazar (futbolista costarricense)
Edwin Gerardo Salazar Chavarría (Heredia, 7 de agosto de 1962-Santa Bárbara, Costa Rica, 6 de marzo de 2023) fue un futbolista costarricense que jugó como defensa.

## Clubes
| Club                      | País       | Año       |
| ------------------------- | ---------- | --------- |
| C. S. Cartaginés          | Costa Rica | 1983-1988 |
| Deportivo Saprissa        | Costa Rica | 1989-1991 |
| C. S. Uruguay de Coronado | Costa Rica | 1992      |
| Municipal Pérez Zeledón   | Costa Rica | 1992-1993 |
| Deportivo Saprissa        | Costa Rica | 1993-1996 |

## Palmarés

### Títulos nacionales
| Título                         | Club               | País       | Año  |
| ------------------------------ | ------------------ | ---------- | ---- |
| Segunda División de Costa Rica | C. S. Cartaginés   | Costa Rica | 1983 |
| Torneo de Copa de Costa Rica   | C. S. Cartaginés   | Costa Rica | 1984 |
| Primera División de Costa Rica | Deportivo Saprissa | Costa Rica | 1989 |
| Primera División de Costa Rica | Deportivo Saprissa | Costa Rica | 1994 |
| Primera División de Costa Rica | Deportivo Saprissa | Costa Rica | 1995 |

### Títulos internacionales
| Título                                | Equipo                  | Sede     | Año  |
| ------------------------------------- | ----------------------- | -------- | ---- |
| Campeonato de Naciones de la Concacaf | Selección de Costa Rica | Concacaf | 1989 |
| Copa de Campeones de la Concacaf      | Deportivo Saprissa      | San José | 1995 |
| Copa Centroamericana                  | Selección de Costa Rica | San José | 1991 |